# Георганти, Лукия
Лукия Георганти (греч. Λουκία Γεωργαντή; 1919, Афины — 2001, Афины) — греческая скульптор, художница и декоратор.

## Биография
Лукия родилась в Афинах в 1919 году в семье скульптора Николаоса Георгантиса (1883—1947). В период 1935—1946 годов училась скульптуре у своего отца, а затем продолжила учёбу в флоренийской академии изящных искусств.
Георганти была страстным коллекционером глиняных фигур видных личностей Греции. По этой причине она получила имя «Мадам Тюссо» («Тюссо, Мария») греческой скульптуры.
Ей принадлежит инициатива создания Музея глиняных и восковых фигур муниципалитета Афин и Театрального музея Афин.
Она превратила свой собственный дом в Мец в музей. Сегодня здесь располагается Музей скульптур и фигур «Лукия Георганти», который Георганти создала в 1992 году и который подарила муниципалитету Афин в 2000 году..
В 2010 году Г.Икономопулос, муж Лукии Георганти и директор музея, подарил муниципалитету города Кардица копии медных рельефов Аристофана, Еврипида, Софокла, Менандра и Эсхила. Такие же рельефы были подарены новой библиотеке Александрии (Библиотека Александрина)
Восковая фигура новомученика митрополита Смирны Хризостома хранится в Очаге Смирны (Неа Смирна)..
Георганти выставлялась на личных выставках в Афинах, Фессалоники и в Пирее. Она также приняла участие в групповых выставках в Греции и за границей.

Памятник Георгию Караискакису, набережная Дзелепи, Пирей.

Ей принадлежит конная статуя Караискакиса, установленная на одной из набережных Пирея
Георганти сконцентрировала своё творчество на создание бюстов персоналий из сферы науки и искусств, но также и других образов греческого общества. Среди них ряд бюстов и статуй установленных под открытым небом Афин:
• Лела Караянни (1963), героиня Греческого Сопротивления.
• Костас Кодзиас (1967), бывший мэр Афин, бронзовая статуя.
• Пападиамандис, Александрос (1969), писатель, мраморный бюст на площади Ппадиамантиса
• Тимос Морайтинис (1969), писатель, мраморный бюст на площади Раллу.
• Стратис Миривилис (1971), писатель, мраморный бюст на площади Пангратиона.
• Христофор Незер (1972), писатель, бронзовый бюст на площади Незер.
• Халепас, Яннулис, скульптор, мраморный бюст на площади Папалука.
На площади Больницы Гиппократа в Афинах, установлен мраморный бюст с посвящением «Неизвестной медсестре» (1972).